# Europa di Rossi
Europa di Rossi, med smeknamnet Madama Europa, var en italiensk operasångerska som var aktiv i slutet av 1500-talet under 1600-talets första decennier i Mantua. Hon var den första judiska operasångerskan som blev allmänt känd utanför en judisk krets.
Europa di Rossi var dotter till Bonaiuto di Rossi och syster till violinisten, sångaren och kompositören Salamone di Rossi. Hon var tillsammans med sin bror avlönad som musiker vid fursten Vincenzo I Gonzagas hov i Mantua från 1590-talet.
Hon gjorde ett känt framförande i rollen som den feniciska prinsessan i grekisk mytologi Europa i ett musiksatt drama om Europas bortrövande av Zeus, som framfördes vid bröllopet 1608, under Vincenzo I Gonzagas regeringstid, mellan kronprinsen Francesco de Gonzaga och Margherita av Savoyen. Det har framförts att hon tidigare kan ha tagit sitt namn efter rollen som Europa.
Europa di Rossi var gift med David ben Elisha.